# ミート・オン・ザ・リッジ
「ミート・オン・ザ・リッジ」（"Meet on the Ledge"）は1968年にリリースされたブリティッシュ・フォーク・ロック・バンド、フェアポート・コンヴェンションの2枚目のシングル。
曲はアルバム『ホワット・ウィー・ディド・オン・アワ・ホリデイズ』からのものである。バンドは「ミート・オン・ザ・リッジ」を From the Roundhouse （ロンドンの「アンダーグランド・シーン」についての、若者と芸術に関するBBCテレビジョンの短命だった番組）の1969年の放送開始時に演奏した。ヴォーカルはサンディ・デニーとイアン・マシューズが担当した。曲のタイトルはリチャード・トンプソンが子供のころに遊んでいた、トンプソンと友人たちが "The Ledge" と呼んでいた、大きく垂れ下がった木の枝に由来している。トンプソンは "the ledge" と言う言葉を人々がある種の死後の世界の記号と会社しており、葬儀でも人気があることを認識している。2011年に行われた『モジョ誌』のインタビューで、トンプソンは「17歳のソングライターであることの最も難しいことは貴方が恥ずかしがりなことです。『これは私の気持ちです、愛しています』と言った曲を書くことはないでしょう。そこで私は誰かに何かを伝えているが、何も表立っては言わない、なかばベールを被ったような言葉を見つけようとしました。これは少しナイーヴな曲で、少しあいまいです。はっきりとした意味は分からない……自分の母親の葬式でこの歌を歌わなけれはならなかった。それが彼女の遺志だった。今までにやった一番つらいことだった」と述べている。
この曲はフェアポート・コンヴェンションの非公式な頌歌となっている。
進行中のクロップレディ・フェスティヴァルを含む彼らのコンサートではしばし最後の曲として演奏され、ファンに対してもうアンコールがないことの合図となっている。
BBCラジオ2の聴取者投票で、局の「販売されている上位100曲」の17位になった
。
トンプソンは自身のソロでのライブ・アルバム Small Town Romance のボーナストラックとしてこの曲を再録している。フェアポート・コンヴェンションは1987年にこの曲を再録し、ライブ・アルバム『イン・リアル・タイム』に収録し、バンドの20周年と結びついたシングルとしてリリースした。後者のリリースにあたって、バンドメンバーのリック・サンダースは「ヒットするまでは20年ごとにリリースするよ」と冗談を言った。このタイトルはフェアポート・コンヴェンションのコンピレーション・アルバムと、彼らについての書籍のタイトルとしても使われた。1972年のコンピレーション・アルバム『ザ・ヒストリー・オブ・フェアポート・コンヴェンション』の一曲目ともなっている。

## カバー
この曲はイギリスのフォーク・グループ Prelude の1975年のアルバム Owlcreek Incident でカバーされた。
2012年、アメリカのロックバンド、カウンティング・クロウズは彼らのカバー・アルバム Underwater Sunshine (Or What We Did on Our Summer Vacation) にこの曲をレコーディングした。
2017年、アメリカのロック・バンド、グレタ・ヴァン・フリートは彼らの2枚目のEP From the Fires にこの曲を収録した。